# Fopius okekai
Fopius okekai är en stekelart som beskrevs av Kimani-njogu och Robert A.Wharton 2002. Fopius okekai ingår i släktet Fopius och familjen bracksteklar. Inga underarter finns listade i Catalogue of Life.